# Reprezentacja Włoch U-19 w piłce nożnej mężczyzn
Reprezentacja Włoch U-19 w piłce nożnej – młodzieżowa reprezentacja Włoch sterowana przez Włoski Związek Piłki Nożnej. W 2003 roku zdobyła Młodzieżowe Mistrzostwo Europy, natomiast w 1986, 1995, 1999 i 2008 zajęła drugie miejsce.

## Występy w ME
- 1981: Runda grupowa
- 1983: Czwarte miejsce
- 1984: Runda grupowa
- 1986: Drugie miejsce
- 1995: Drugie miejsce
- 1996: Runda grupowa
- 1999: Drugie miejsce
- 2003: Mistrzostwo
- 2004: Runda grupowa
- 2008: Drugie miejsce

## Mistrzowie Europy 2003
| Nr | Poz. | Piłkarz            |
| -- | ---- | ------------------ |
| 1  | BR   | Marco Paoloni      |
| 2  | OB   | Damiano Ferronetti |
| 3  | OB   | Andrea Mantovani   |
| 4  | PO   | Gabriele Perico    |
| 5  | OB   | Peter Belotti      |
| 6  | OB   | Giorgio Chiellini  |
| 7  | PO   | Adriano D'Astolfo  |
| 8  | PO   | Alberto Aquilani   |
| 9  | NA   | Luigi Della Rocca  |

| Nr | Poz. | Piłkarz            |
| -- | ---- | ------------------ |
| 10 | PO   | Francesco Lodi     |
| 11 | NA   | Giampaolo Pazzini  |
| 12 | BR   | Andrea Ivaldi      |
| 13 | OB   | Giuseppe Scurto    |
| 14 | OB   | Alessandro Potenza |
| 15 | PO   | Mirko Stefani      |
| 16 | PO   | Simon Laner        |
| 17 | PO   | Simone Padoin      |
| 18 | NA   | Raffaele Palladino |